# Iweins

Wapen Iweins, Iweins d'Eeckhoutte en Iweins de Wavrans

Iweins, ook Iweins d'Eeckhoutte en Iweins de Wavrans, is een Belgische notabele en adellijke familie, voornamelijk afkomstig uit Ieper en omstreken.

## Geschiedenis
In 1793 verleende keizer Frans II verheffing in de adel aan François-Jean Iweins (1762-1852), zoon van François-Jerôme Iweins (1710-1787), die griffier van de stad Ieper was (zie hierna).

## Genealogie
- Adrien Iweins (1640-1700), x François de Marle (° 1651)
  - Adrien Iweins (1673-1727), x Marine Colpaert (1679-1739), vrouwe van Eeckhoutte
    - Pierre Iweins (1701-1777), heer van Eeckhoutte, x Marie-Marguerite Hovyn (1713-1758)
      - Pierre Iweins (1741-1789), heer van Eeckhoutte, x Marie-Anne Speelman (1749-1823)
        - Joseph Iweins (1782-1834), voormalig heer van Eeckhoutte, x Sophie Cailleau (1781-1849)
          - Henri Iweins, zie hierna

  - Jacques Iweins (1681-1715), x Marie-Anne Strobbe (1684-1734)
    - François-Jerôme Iweins (1710-1787), x Marie-Dorothée d'Alleys (1734-1793)
      - François-Jean Iweins (1762-1852), jonkheer, x Amélie de Codt (1770-1812)
        - Emmanuel Iweins (1795-1866), schepen van Ieper x Stéphanie Hynderick (1806-1877)
          - Jules Iweins, zie hierna
          - Charles Iweins, zie hierna
          - Eugène Iweins, zie hierna

## Henri Iweins
- Henri François Gustave Alphonse Iweins (Ieper, 18 mei 1811 - 4 mei 1883) was schepen van Ieper en rechter bij de rechtbank van eerste aanleg in Ieper. In 1861 werd hij opgenomen in de erfelijke Belgische adel. Hij trouwde in Ieper in 1836 met Pauline Fonteyne (1818-1881) en ze kregen twee zoons. Adolphe Iweins (1840-1905) werd dominicaan en prior van de kloosters in Leuven en in Oostende.
  - Henri Iweins d'Eeckhoutte (1837-1902), volksvertegenwoordiger, senator, gemeenteraadslid van Ieper en provincieraadslid van West-Vlaanderen, trouwde in Breda in 1863 met Maria-Johanna Storm (1837-1909). Ze kregen zes kinderen, van wie de oudste karmelietes werd. In 1885 verkreeg hij vergunning, samen met zijn kinderen, om d'Eeckhoutte aan de familienaam toe te voegen.
    - Henri Iweins d'Eeckhoutte (1864-1936), gemeenteraadslid van Ieper en provincieraadslid van West-Vlaanderen, lid en proost van de Edele Confrérie van het Heilig Bloed in Brugge, trouwde in Sint-Kruis in 1893 met Madeleine de Peellaert (1873-1947), dochter van Eugène de Peellaert. Ze kregen vijf kinderen.
      - Ernest Iweins d'Eeckhoutte (1896-1963), burgemeester van Brielen, trouwde in 1922 met barones Germaine van Caloen (1900-1986). Ze kregen zeven kinderen. Met afstammelingen langs de vrouwelijke lijnen.
      - Pierre Iweins d'Eeckhoutte (1898-1996), advocaat en provincieraadslid van Oost-Vlaanderen, trouwde in 1924 met Cecile van de Velde (1900-1995) en ze kregen vier kinderen. Jacques Iweins (1924-1978) werd benedictijn en missionaris. Twee zoons zorgden voor afstammelingen tot heden.
      - Maurice Iweins d'Eeckhoutte (1904-1976), ambassadeur, trouwde in 1933 met Sophie Wroblewska (1907-1967)

    - Adrien Iweins d'Eeckhoutte (1872-1939), volksvertegenwoordiger, burgemeester van Roborst en lid van de Heraldische Raad, trouwde in 1897 met Léonie van Male de Ghorain (1872-1955). Met afstammelingen tot heden.

## Jules Iweins
- Jules François Marie Antoine Ghislain Iweins (Ieper, 21 juni 1827 - 5 oktober 1896), voorzitter van de rechtbank van eerste aanleg in Ieper en voorzitter van de Burgerlijke godshuizen in Ieper, verkreeg in 1884 erkenning in de erfelijke adel. Hij trouwde in Leuven in 1850 met Octavie du Chastel de la Howarderie (1828-1905). Ze kregen vijf kinderen. Met afstammelingen tot heden.
  - Alfred Iweins d'Eeckhoutte (1861-1916), kolonel bij de cavalerie, trouwde in 1885 met Blanche de Terwangne (1860-1941). Ze hadden een zoon en een dochter.
    - Gaston Iweins de Wavrans (1854-1968), diplomaat en buitengewoon en gevolmachtigd gezant, trouwde met Marie-Louise Moreau de Bellaing (1889-1981). Ze kregen zes kinderen, met afstammelingen tot heden. In 1921 kreeg hij vergunning de familienaam te wijzigen in Iweins de Wavrans.

  - Georges Iweins de Wavrans (1862-1947), eerste voorzitter van het hof van beroep in Gent, trouwde in Leuven in 1884 met Clara van Elewyck (1863-1939), dochter van Xavier van Elewyck. In 1921 kreeg hij vergunning de familienaam te wijzigen in Iweins de Wavrans en in 1937 kreeg hij de titel baron, overdraagbaar bij eerstgeboorte.
    - Georges Iweins de Wavrans (1885-1964), directeur-generaal bij het ministerie van Binnenlandse zaken, trouwde in Brugge in 1908 met Jeanne de Neuchatel (1885-1946), dochter van ridder Gustave de Neuchatel. Met afstammelingen tot heden.
    - Robert Iweins de Wavran (1886-1950), inspecteur-generaal bij het ministerie van Binnenlandse Zaken, trouwde in Brugge in 1909 met Marthe de Neuchatel (1886-1986), dochter van ridder Gustave de Neuchatel.

## Charles Iweins
- Charles Joseph Marie Antoine Ghislain Iweins (Ieper, 13 juli 1833 - Schaarbeek, 10 december 1897), directeur bij het ministerie van Binnenlandse Zaken, werd in 1885 erkend in de erfelijke adel. Hij trouwde in Brussel in 1863 met Joséphine de Graeve (1837-1883). Ze kregen twee dochters. Deze familietak is in 1945 uitgedoofd.

## Eugène Iweins
- Eugène Marie Auguste Félix Antoine Ghislain Iweins (Ieper, 29 april 1838 - Zonnebeke, 5 april 1902), burgemeester van Zonnebeke, trouwde in Ieper in 1869 met Louise Hynderick de Ghelcke (1849-1927). Hij werd in 1885 erkend in de erfelijke adel. Deze familietak is in 1957 uitgedoofd.